# 徹里帖木兒
彻里帖木儿（?—?），译名又作彻里铁木儿，字通理，西域阿鲁温氏人。元朝大臣。元文宗、元顺帝时中书平章政事。
彻里帖木儿祖父累立战功，为西域大族。初为宿卫，后为监察御史、刑部尚书。天历元年（1328年）元文宗即位，任同知枢密院事，受命统军三万守卫居庸关，抵抗上都拥立元天顺帝的军队。历任中书省左丞、右丞。次年，为中书平章政事。出为河南行省平章政事，行事果敢，当时官员以黄河清为祥瑞上报，他不以为然。请求事急不用上奏就赈济饥荒。至顺元年（1330年），万户伯忽在云南叛乱，他担任知行枢密院事总兵讨伐，再任上都留守。后来转任江浙行省平章政事、御史中丞。元顺帝至元元年（1335年），担任中书省平章政事。他在江浙发现科场腐败，入朝后于是请求废除科举。以学校的庄田改供怯薛，随后被弹劾，得罪了右丞相伯颜，被贬到南安（今江西省大余县），在贬所去世。

## 延伸阅读
[在维基数据编辑]
 《元史/卷142》，出自宋濂《元史》
 《新元史/卷210》，出自柯劭忞《新元史》